# Андреева, Александра Андреевна
Александра Андреевна Андреева (17 [29] апреля 1894, Горномарийский район, Марийская АССР — 18 декабря 1974, Горномарийский район, Марийская АССР) — советский хозяйственный, государственный и политический деятель.

## Биография
Родилась в деревне Пибайкино Козьмодемьянского уезда Казанской губернии.
Окончила гимназию Козьмодемьянска в 1910 году. С 1910 года — на хозяйственной, общественной и политической работе. В 1910—1957 годах — врач в Козьмодемьянском уезде, студентка Казанского медицинского института, выпускница Московского кожно-венерологического института, заведующая кожно-венерологическим диспансером Козьмодемьянской центральной районной больницы, врач ЦРБ.
Избиралась депутатом Верховного Совета СССР 2-го созыва.
Умерла в деревне Нуженалы Горномарийского района в 1974 году.